# Arie van Deursen
Arie Theodorus van Deursen (Groningen, 23 juni 1931 – Oegstgeest, 21 november 2011) was een Nederlandse historicus en hoogleraar nieuwe geschiedenis aan de Vrije Universiteit Amsterdam. Zijn specialisme was het Nederland van de zestiende en van de zeventiende eeuw. Daarnaast wordt hij beschouwd als autoriteit op het gebied van de godsdienstige verhoudingen in die periode. Van Deursen was een van de meest vooraanstaande en productieve historici van Nederland. Klaas van Berkel besluit zijn levensbericht voor de KNAW, waarvan Van Deursen sinds 1978 lid was, met een omschrijving van Van Deursen als 'een fenomenaal historicus, een van de groten van ons vak, vergelijkbaar met Johan Huizinga, Pieter Geyl, Jan Romein en Ernst Kossmann, en dat niet ondanks, maar juist dankzij het feit dat hij óók een belijdend gereformeerd historicus is geweest.'

## Werk
Zijn eerste grote studie is Bavianen en Slijkgeuzen waarin hij schrijft over de kerk en het kerkvolk ten tijde van Maurits en Van Oldenbarnevelt. In deze studie weet Van Deursen bepaalde ingesleten vooroordelen over het begin van de 17e eeuw te weerleggen. Onder andere de gedachte dat het bij de remonstrantse twisten zou gaan om sociale tegenstellingen (onder andere gesteld door Jan Romein) weet hij vanuit de bronnen te weerleggen. Het is aannemelijk dat de remonstranten en contra-remonstranten hun aanhang min of meer gelijkelijk hebben gerekruteerd uit de lagere sociale klassen. De remonstrantse twisten liepen dwars door de hele samenleving heen. Ook weet hij vanuit de bronnen aannemelijk te maken dat het in de remonstrantse twisten niet ging om een conflict tussen predikanten en geleerden, zoals onder andere door Willem Gerard Brill, John Lothrop Motley, P.J. Blok en Pieter Geyl was gesteld. De 17e-eeuwers waren religieus denkende mensen en hadden goed in de gaten waar het in deze twist over ging. Religie drukte een onmiskenbaar stempel op de 17e-eeuwse samenleving. De bronnen (brieven, dagboeken en acta) laten zien dat de gewone mensen wel degelijk in staat waren om de theologische vragen die aan de orde waren, te doorzien.
De tweede grote studie van Van Deursen is Mensen van klein vermogen: het kopergeld van de Gouden Eeuw. Het geeft een dwarsdoorsnede van de 17e-eeuwse Nederlandse samenleving vanuit de belevingswereld van de gewone man. Het laat zien hoe de mensen toen dachten en leefden. Dit boek behandelt het dagelijks brood, de volkscultuur, de relatie volk en overheid en ten slotte de religie. Van Deursen maakt de grote en dominerende invloed van de religie in het dagelijkse doen en laten duidelijk. Ook in zijn omvangrijke studie Een dorp in de polder, een boek over het dagelijkse leven en de gewone mensen in het 17e-eeuwse Graft, geeft een beeld van het leven in de 17e eeuw, maar dan op de schaal van een dorpssamenleving. 
Een van zijn latere studies is Maurits van Nassau: de winnaar die faalde. Opmerkelijk in deze studie is dat Van Deursen weet aannemelijk te maken dat Johan van Oldenbarnevelt geen arminiaan was, maar dat de kern van het verschil met Prins Maurits ging over het karakter van de kerk in de 17e eeuw. Van Oldenbarnevelt stond, hoewel zelf geen aanhanger van Arminius, een plurale kerk voor. Maurits koos voor een calvinistische publieke kerk. Het conflict is op dit punt tussen deze beide mannen geëscaleerd. 
In De last van veel geluk geeft Van Deursen zijn visie op de Nederlandse Gouden Eeuw, waarvan hij zowel de lange aanloop als de vrij abrupte afloop beschrijft.
In 2005 verscheen van de hand van Van Deursen Een hoeksteen in het verzuilde bestel. In dit boek, met ruim 500 pagina's, beschrijft hij de 125-jarige geschiedenis van de VU. Hij laat zien hoe de VU als gevolg van de levensbeschouwelijke veranderingen in het 20e-eeuwse Nederland is veranderd. De gereformeerde universiteit is nauwelijks nog een algemeen-christelijke universiteit te noemen.
Verder heeft Van Deursen nog verschillende bundels met kleinere studies op zijn naam staan.
Hij heeft voor Mensen van klein vermogen: het kopergeld van de Gouden Eeuw in 1983 de Dr. Wijnaendts Franckenprijs ontvangen.
Ten slotte heeft Van Deursen talloze artikelen op zijn naam staan. Regelmatig leverde hij bijdragen voor het tijdschrift Transparant van de Vereniging van Christen-Historici (VCH).

## Polemieken
A.Th. van Deursen was lange tijd lid van de Nederlands Gereformeerde Kerken, een kleine en actieve geloofsgemeenschap, maar ging op latere leeftijd over naar de traditionelere Christelijke Gereformeerde Kerken. Hij was lid van de gemeente in Katwijk aan Zee, die behoorde tot de behoudende stroming rond het blad Bewaar het Pand. In mei 2011 ging Van Deursen over van de Christelijke Gereformeerde Kerk naar de Hervormde Gemeente te Katwijk aan Zee.
Reeds toen hij nog Nederlands-gereformeerd was stelde Van Deursen dat hij in de godsdienstige, levensbeschouwelijke en ethische traditie van het orthodoxe protestantisme stond en zich op grond daarvan vaak meer verwant voelde met de 17e-eeuwse protestanten dan met zijn tijdgenoten. De polemieken waarin Van Deursen verwikkeld was geraakt, zijn allemaal toe te schrijven aan zijn afwijkende levensbeschouwelijke positie ten opzichte van de meerderheid van zijn vakgenoten. Als columnist leverde Van Deursen regelmatig bijdragen aan het Nederlands Dagblad, een landelijk verschijnende orthodox-protestantse krant, en in toenemende mate aan het bevindelijk-gereformeerde Reformatorisch Dagblad.
Van Deursen verzette zich fel tegen de libertijnse cultuur die geen ruimte wilde bieden aan godsdienstige geluiden die haar onwelgevallig waren. Hij kwam daarom in 1985 op voor het goed recht van het evangelistenechtpaar Lucas en Jenny Goeree om een historische parallel te trekken. Dit echtpaar verspreidde pamfletten waarin beweerd werd dat het Joodse volk de Jodenvervolging in de Tweede Wereldoorlog over zich had afgeroepen door de messias te verwerpen met de uitroep in het Nieuwe Testament: "Zijn bloed kome over ons en onze kinderen". Van Deursen deelde deze mening niet, maar hij vond wel dat degenen die de rechter wilden laten beslissen dat het trekken van een betwistbare parallel ongeoorloofd is, het beginsel van tolerantie waarop zij zich beroepen slecht hadden begrepen.
Van Deursen vergeleek in zijn Huizinga-lezing ('Huizinga en de geest der eeuw ', 1994) de cultuurkritiek van de historicus Johan Huizinga met de Bezwaren tegen den geest der eeuw (1823) van de tot het christendom bekeerde Isaäc da Costa. De vergelijking tussen de orthodox-gereformeerde Da Costa, die door velen als reactionair beschouwd wordt, en de vrijzinnig-protestantse Huizinga, die door velen als liberaal beschouwd wordt, werd als een provocatie opgevat. Maarten Brands, hoogleraar geschiedenis aan de Universiteit van Amsterdam, reageerde boos en zei dat Huizinga van geloofsabsolutisme zou hebben gegruwd. Van Deursens tolerantie was zijns inziens eenkennig en was alleen gereserveerd voor orthodoxe christenen. In zijn dupliek zei Van Deursen dat Brands' artikel geen rationele maar een emotionele beschouwing was. Bekend werd vooral de dodelijke zin: "De laatste jaren heb ik weinig gelegenheid gevonden de publicaties van collega Brands te volgen", omdat Brands na zijn proefschrift in 1965 nauwelijks wat had gepubliceerd. Schrijver Hugo Brandt Corstius genoot van deze 'zin van het jaar'.
In zijn boek Een hoeksteen in het verzuild bestel beschrijft van Deursen zeer kritisch de geschiedenis van de aanvankelijk gereformeerde Vrije Universiteit. Volgens hem is de VU verworden van een hoeksteen van het gereformeerde leven tot een nog nauwelijks algemeen-christelijk te noemen instelling die los geraakt is van haar oorspronkelijke beginselen.
De meestal vrij onderkoelde Van Deursen haalde in een bespreking in het Reformatorisch Dagblad van de Abraham Kuyper-biografie van Jeroen Koch hard uit naar Kochs manier van geschiedschrijving. Hij kritiseerde deze biografie als "een libertijns pamflet" en typeerde met een verwijzing naar Ayaan Hirsi Ali Kochs schrijftrant als "Nederlands met een Somalisch accent". De visie van Koch, die geen protestantse achtergrond heeft en vooraf nauwelijks enige kennis bezat van de gereformeerde wereld, wijkt sterk af van het gereformeerde beeld van Kuyper. Van Deursen schrijft: "Daarmee raken we, denk ik, het hoofdprobleem. Koch heeft geen zicht op dat gereformeerde leven. Wel maakt hij ons op haast elke bladzijde duidelijk dat de gereformeerde wereldbeschouwing zijn goedkeuring moet missen. Koch benadert het calvinisme ongeveer zoals de superieure negentiende-eeuwse westerling die glimlacht over de dwaze afgoderij van primitieve inboorlingen." De begeleidingscommissie heeft de kritiek van Van Deursen van de hand gewezen. Ook historici als Henk te Velde, Herman Langeveld, Gerrit Jan Schutte en George Harinck delen de kritiek van Van Deursen niet. Schutte en Harinck tillen niet te zwaar aan de toonzetting van de biografie.
In De Academische Boekengids van september 2006 verscheen een kritische bespreking van Van Deursens oeuvre door de niet-christelijke historicus Wim Berkelaar, een kenner van de gereformeerde wereld van de laatste twee eeuwen. Volgens Berkelaar is het vaak meer Van Deursens stijl dan zijn argumentatie die de lezer overtuigt. De orthodox-gereformeerde Van Deursen is volgens hem een verzuild historicus, een fundamentalist. Omdat Van Deursens ethische en godsdienstige opvattingen buiten eigen kring weinig weerklank vinden, in tegenstelling tot zijn historische beschouwingen, is Van Deursen volgens Berkelaar vooral "een polemist voor eigen parochie". Op een opmerking van Berkelaar, die onder meer schreef dat Van Deursen inhoudelijk zou moeten reageren op de Kuyper-biografie van Koch in plaats van te klagen over de toon, heeft Van Deursen geantwoord door te zeggen dat hij niet inhoudelijk wenste in te gaan op de Kuyper-biografie omdat Koch "over gelovigen schrijft op een smalende, cynische manier, die pijn doet om te lezen. (...) Het gaat in de grond van de zaak niet om seculier of gereformeerd. Het gaat om fatsoen in de onderlinge omgang, en daarover zouden we niet met elkaar van mening moeten verschillen."